# Okres na severu
Okres na severu je třináctidílný televizní seriál z roku 1980 v režii Evžena Sokolovského. Seriál se odehrává v prostředí pracovníků tehdejšího Okresního výboru KSČ a vypráví příběh o soudruhu Pláteníkovi, postarším vedoucím tajemníkovi okresního výboru KSČ.

## Obsah
Seriál sleduje přibližně dvouleté období funkčního období vedoucího tajemníka OV KSČ Josefa Pláteníka, který se v hlavní dějové linii snaží dostat zpět do funkce ředitele chemického koncernu Hanycha, který byl hned v prvním díle poněkud sporně odvolán po velké havárii. Souběžně s tím jsou zachyceny osudy lidí z jeho okolí – manželské problémy jeho dcery Michaly i partnerské jeho sekretářky Zdeny, problémy se stranickou kázní mladého vedení SSM, s přechodným vedením továrny, se zkorumpovanými kolegy z vlastních řad i vážný úraz jeho kamaráda.

### Podrobnější popis
Po havárii v chemické továrně, což je velký koncern národního významu, kde pracují tisíce zaměstnanců i zahraniční firmy, je odvolán z funkce koncernového ředitele Hanych, ačkoliv jeho podíl na vině je sporný a Josef Pláteník je opatrný a je proti unáhlenému rozhodnutí. Naopak pro je jeho tajemník pro průmysl – mladý a ambiciózní komunista Vejřík. Velký provoz nemůže být bez ředitele a proto je zvolen Hanychův nástupce – ekonomický náměstek fabriky Eliášek, kterého sám Pláteník přemlouvá, aby funkci přijal. Ač proti, nakonec Eliášek po utvrzení, že strana mu skrze Pláteníka pomůže, post ředitele přijímá, brzy se však ukáže, že na funkci opravdu nestačí. Pláteník nepřestává bojovat za Hanychův návrat do funkce a je s ním v kontaktu. Na ÚV KSČ je ovšem jeho návrh s nevolí přijat a Pláteník je pokárán. Eliášek nakonec sám funkci položí a o jeho místo se uchází Vejřík. Pláteník ovšem postupně odhalí Vejříkův sklon radikálně řešit problémy, jeho neschopnost jednat s lidmi okolo, nacházet kompromisy. Proto jeho kandidaturu nedoporučí, naopak dosáhne usilovnou prací zrevidování Hanychova případu a zrušení jeho odvolání na okresní úrovni s přislíbenou podporou kraje. Takto připraven po druhé na ÚV KSČ již uspěje a Hanych – jediný momentálně dostupný a adekvátní odborník – se konečně může vrátit po dvou letech na post ředitele. Vejřík se v obavách zajímá o svou další budoucnost, je mu jasné, že svůj post už dále zastávat nebude. Je mu ovšem nabídnuta možnost dohlédnout nad reorganizací městské hromadné dopravy v okresním městě, která se nachází v neutěšeném stavu.
Kromě této hlavní dějové linie běží paralelně příběhy dalších postav. Hlavní z nich je partnerský vztah Pláteníkovy dcery Michaly se snoubencem (a později manželem) Janem, kde dochází z počátku k ideovým střetům mezi Pláteníkem a zetěm, stejně tak partnerským nedorozuměním mezi novomanžely. Ty vyvrcholí odchodem Jana z bytu od manželky a jejích rodičů. Po Pláteníkově intervenci ale nakonec dojdou oba mladí lidé usmíření. Dcera Michala také na vlastní kůži v pozici učitelky na základní škole pocítí vliv politické moci svého otce, kdy rodiče neukázněného žáka jí zprvu očerňují u ředitele školy, pak se však dozvědí, s kým mají tu čest a rychle otočí. Michala i Jan, který obdobně pocítí Pláteníkův vliv ve své práci, se nakonec rozhodnou opustit Brod a odstěhovat se do Třince, mimo dosah vlivu otce Michaly.
Dále Pláteníkova sekretářka Zdena – svobodná matka – se seznámí skrze své děti s rozvedeným mladým Prokopem. Mladý pár se zamiluje a plánuje se svatba. Zdena chce za svědka svého šéfa, když se to ovšem dozví Prokop, je proti a svatbu zruší. Postupně se Zdena dozvídá proč – Prokopův otec byl po srpnu 1968 zbaven funkce šéfredaktora okresních novin poté, co se „špatně zorientoval ve složité politické situaci“ po invazi zemí Varšavské smlouvy. Za jeho odvoláním stál právě Pláteník, proto Prokop mladší s ním nechce mít nic společného. Poté, co se Pláteník dozví o zrušení svatby a jejím pozadí, uzná, že Prokop starší už svou vinu odčinil a umožní mu vydat plánovanou knihu o Brodu a jeho okolí, čímž se Prokop opět dostane do svého oboru a tedy nabídku přijímá. Prokopův syn však s otcem nesouhlasí a odchází z domu. Nakonec ale pochopí dobré gesto strany a pohnutky otce, usmíří se s ním i se Zdenou a konečně se vezmou i se svědkem nevěsty – Pláteníkem.
Okrajově se děj dotkne také vztahů na pracovišti, konkrétně nově nastoupené Karoliny Sukové (náhrady za tajemníka Medunu) a též nováčka Kořána (náhrady za tajemnici Kazdovou), kteří v sobě najdou zálibu a nakonec se s požehnáním vedoucího tajemníka vezmou.
Zobrazen je též kamarádský vztah Pláteníka a hajného Kostřici, za kterým občas zajede s celou rodinou „dobít baterky“. Kostřica má těžký úraz v lese při nakládání dřeva a přichází o nohu, končí na vozíku. Pláteník mu je velkou oporou, morálně ho podporuje v nejtěžších chvílích a nakonec přece jen využije svého vlivu a zajistí Kostřicovi terénní vůz upravený pro hendikepované, čímž mu umožní dále vykonávat svou práci hajného.

### Kritický pohled na poměry ve straně
Seriál je na svou dobu poměrně kritický, resp. kritický k některým konkrétním členům (i vysoce postaveným) komunistické strany. Odhaluje některé nešvary a chyby funkcionářů, ukazuje, že je třeba je trestat. O tom se přesvědčí např. ředitel šachty velkodolu Soldán – zasloužilý komunista, který zneužívá firemní chatu pro pitky, defrauduje prostředky dolu, vyplácí neoprávněné prémie a falšuje hlášení o plnění plánu. Pláteník Soldána zbaví funkce a nechá vydat soudu a bývalý ředitel nakonec skončí po propuštění jako popelář. Další postižení jsou mladí funkcionáři okresní organizace Socialistického svazu mládeže (SSM), kteří místo snahy o nalezení smysluplné náplně volného času a aktivit pro mladé lidi raději vymetají bary, dohazují mladé dívky ze SSM na pitky (např. Soldána) a celkově zneužívají titul své funkce. Pláteník na schůzi ideologického oddělení všechny tři výtečníky očerní a naplno řekne, že takoví lidé, kteří „berou politickou práci jako příležitost pro snadný a zahálčivý život, mezi námi nemají co dělat!“, čímž jsou všichni tři zbaveni funkcí. Své funkce byla zproštěna také soudružka Kazdová, jejíž syn nelegálně obchodoval s valutami a byl zatčen. 
V konečném důsledku se seriál snaží přesvědčovat o spravedlnosti komunistické strany a nutnosti mít se neustále na pozoru, protože nepřítel může proniknout i do samotné strany. Seriál ukazuje, že k tomu může dojít, ale díky tomu, že většina komunistů jsou lidé čestní a spravedliví, se podaří všechny "černé ovce" odhalit a potrestat.

## Postava Josefa Pláteníka
Josef Pláteník v podání Jaroslava Moučky je ukázán jako vzor všech ctností. Člověk chápavý, naslouchající, ale rázně zasahující proti všem nepravostem. Stejně jako např. Františku Bavorovi (v dalším Dietlově seriálu Muž na radnici) mu nejde o vlastní zájmy, ale o blaho celku. Vždy odhalí, když chce někdo zneužívat svoji moc. Pronáší věty o úloze komunistické strany. V seriálu je to člověk, který žije velmi skromně – bydlí v panelákovém bytě, jezdí starým autem a nepřeje si, aby jeho nejbližší měli nějaké výhody díky tomu, že jsou z rodiny vedoucího tajemníka. Pláteník je zde jako ten moudrý, který vždy zná řešení všech problémů.

## Obsazení
| Jaroslav Moučka     | Josef Pláteník – vedoucí tajemník OV KSČ                         |
| Jiřina Švorcová     | Ludmila Pláteníková – manželka                                   |
| Jarmila Švehlová    | Michala Pláteníková – dcera                                      |
| Petr Svojtka        | ing. Jan Belšan – zeť                                            |
| Josef Bláha         | František Matějka – Pláteníkův řidič                             |
| Renáta Doleželová   | Zdena Kališová – Pláteníkova sekretářka                          |
| Jiří Štěpnička      | Ivan Prokop – Zdenin nápadník                                    |
| Martin Růžek        | Karel Prokop – Ivanův otec, bývalý šéfredaktor okresních novin   |
| Petr Oliva          | ing. Miloš Vejřík – tajemník pro průmysl OV KSČ                  |
| Zdeněk Řehoř        | ing. Jiří Eliášek – dočasný koncernový ředitel chemických závodů |
| Petr Haničinec      | ing. Hanych – odvolaný koncernový ředitel chemických závodů      |
| Jiří Holý           | Melichar – náměstek koncernového ředitele chemických závodů      |
| Josef Bek           | Benedikt – generální ředitel chemických závodů                   |
| Josef Mixa          | Vladislav Lexa – vedoucí tajemník KV KSČ                         |
| Ilja Prachař        | František Krečmar – předseda kontrolní a revizní komise OV KSČ   |
| Jiří Vala           | Ludvík Andrys – předseda CZV KSČ chemických závodů               |
| Ota Sklenčka        | Václav Meduna – tajemník pro zemědělství OV KSČ                  |
| Jana Paulová        | Karolina Suková – nástupkyně Meduny                              |
| Svatava Hubeňáková  | Věra Kazdová – tajemnice pro ideologickou práci OV KSČ           |
| Lenka Termerová     | Jiřina Kimbalová – sekretářka ideologického oddělení             |
| Petr Štěpánek       | Jiří Kořán – nástupce Kazdové                                    |
| Alois Švehlík       | Vízner – nadřízený Jana Belšana                                  |
| Jiří Zahajský       | Vojtěch Kostřica – hajný, Pláteníkův přítel                      |
| Josef Čáp           | Petr Žižka – tajemník okresního výboru SSM, bývalý druh Zdeny    |
| Břetislav Slováček  | Jaroslav Filípek – předseda okresního výboru SSM                 |
| Vladimír Ráž        | tajemník ÚV KSČ                                                  |
| Václav Švorc        | Kasal – pracovník ÚV KSČ                                         |
| Bedřich Prokoš      | ministr                                                          |
| Zdeněk Kutil        | major Blažek – náčelník okresní správy SNB                       |
| Čestmír Řanda       | Oldřich Soldán – odvolaný ředitel šachty dolu Pokrok             |
| Soběslav Sejk       | Kudrna – předseda ONV, člen předsednictva OV KSČ                 |
| Josef Langmiler     | Marterer – člen předsednictva OV KSČ                             |
| Josef Patočka       | Kalenda – člen předsednictva OV KSČ                              |
| Svatopluk Beneš     | Tomek – člen předsednictva OV KSČ                                |
| Karel Koloušek      | Ondříček – předseda zemědělského družstva                        |
| Josef Chvalina      | ředitel základní školy, nadřízený Michaly Pláteníkové            |
| Viktor Maurer       | Řezníček – ředitel osvětového zařízení                           |
| Miriam Hynková      | Boženka – vrátná                                                 |
| Ferdinand Krůta     | Jindřich Kubečka – údržbář chemických závodů                     |
| Václav Mareš        | Stanislav Svatava                                                |
| Vlastimil Slezák    | Ladislav Kalabus                                                 |
| Jan Přeučil         | hokejový trenér                                                  |
| Dalimil Klapka      | prokurátor                                                       |
| Karolina Slunéčková | Zikmundová                                                       |

## Seznam dílů
1. Důtka s výstrahou
2. Přelíčení
3. Korunovace
4. Případ
5. Náhoda
6. Šachy
7. Důvěra
8. Nabídka
9. Rozhovor
10. Rozchod
11. Nebezpečí
12. Řeka
13. Setkání

## Zajímavosti
- Ač se v seriálu děj odehrává v pomyslném Brodě, v reálu se jedná o dvojměstí Most a Litvínov (velká chemická továrna, hokejové mužstvo, hromadná doprava).
- Dějová linka s výbuchem chemičky je inspirována skutečnou událostí, výbuchem chemického závodu v Záluží u Litvínova z 19. července 1974.[2]
- Seriál zachycuje pomyslné období dvou let, tempo natáčení seriálu bylo však vysoké a celý byl natočen během jediného roku (1980). Proto se nikde neobjevují třeba zimní scenérie, protože se točilo od jara do podzimu.
- Československá televize deklarovala seriál jako svůj příspěvek k oslavám 60. výročí vzniku KSČ, k XVI. sjezdu KSČ i volbám do zastupitelských orgánů v roce 1981.[1]
- Hlavní roli Josefa Pláteníka měl původně hrát Josef Bek.[3]
- Většina exteriérů průmyslového města i obytných čtvrtí se točila v Kralupech nad Vltavou, částečně také v Kladně a Praze.[4]